# Limburg Festival
Het Limburg Festival is een vijfdaags zomerfestival met theater op locatie, dans, objecten- en figurentheater en straattheater dat jaarlijks eind augustus plaatsvindt in Midden-Limburg.
Vanaf ca. 2012 werd het Limburg Festival eerst mondjesmaat (Toneel op de Deel) maar uiteindelijk in haar geheel omgeturnd van het straattheaterfestival dat het was tot locatietheaterfestival. Steeds meer werd ingezet op bijzonder theater op bijzondere locatie. De slogan werd dan ook: Van gewoon buitenfestival tot buitengewoon festival.

## Geschiedenis
De eerste editie van het festival vond plaats in 1983. Sinds 2007 maakte het festival een ware ontwikkeling en groei door. Van 10 naar 5 dagen, van geheel Limburg naar Midden-Limburg en van straattheater naar locatietheater waarbij een deel van de optredens gratis is, maar voor een ander deel entree wordt geheven. De focus ligt daarbij op bijzonder theater op bijzondere locaties. Binnen de programmering is ruimte voor diverse kunstvormen als, dans, straatheater, muziek, opera en toneel. Tijdens het festival worden er tevens wandel-, vaar- en fietstochten georganiseerd in de diverse Midden-Limburgse regio's.

## Bekende artiesten
Enkele artiesten die op het Limburg Festival hebben gestaan zijn:
- André Manuel (2013,2014, 2015)
- Dogtroep (1983, 1984, 1989)
- Eefje Wentelteefje Roadshow (2008)
- Ennio Marchetto (1994)
- Familie Wittermans (Joop Wittermans met zoon Mads en dochter Margje (2013 t/m 2019)
- Geert Hautekiet (2012, 2013, 2016)
- Het Zuidelijk Toneel (2009)
- Leon van der Zanden (2009)
- Opera Zuid (2012, 2013)
- The Amazing Stroopwafels (1983)
- Theatergroep Het Vervolg (1997, 2008)
- George en Eran Producties
- Muziektheatergroep BOT
- Afslag Eindhoven
- Marike Jager
- De Rotterdam Connectie
- @Raymi Sambo Maakt ( 2023, 2024)
- Marlies Ruigrok
- Cat Smits
- Martijn Crins
- Het nieuwstedelijk (België)

## Deelnemende gemeenten
- Leudal
- Maasgouw
- Roerdalen
- Roermond
- Weert
- Nederweert
- Stadt Wassenberg